# Alberto Quadrio
Alberto Quadrio – portugalski rugbysta, czterokrotny reprezentant Portugalii w rugby union mężczyzn. 
Jego pierwszym meczem w reprezentacji było spotkanie z Hiszpanią, które zostało rozegrane 27 marca 1966 w Madrycie. Ostatni raz w reprezentacji zagrał 14 maja 1967 z Francją w Lizbonie. 